# Europees kampioenschap voetbal onder 16 - 1984
Het Europees kampioenschap voetbal onder 16 van 1984 (kortweg: EK voetbal -16) was de tweede editie van het Europees kampioenschap voetbal onder 16 en is bedoeld voor spelers die op of na 1 januari 1966 geboren zijn. Ondanks de leeftijdgrens van 16 jaar mochten ook spelers van 17 jaar meespelen omdat de leeftijdsgrens alleen bij het begin van de kwalificatie voor het EK geldt. Vanaf de halve finales werd het toernooi gespeeld in West-Duitsland, daarvoor waren er kwartfinales die gespeeld werden via het thuis-uit-systeem. Het gastland werd uiteindelijk ook de winnaar van het toernooi.
Dit toernooi bood ook de mogelijkheid tot kwalificatie voor het Wereldkampioenschap voetbal onder 16 jaar van 1985 in China. Het is mogelijk dat het pas na het toernooi bepaald werd, maar de kampioen van dit EK mocht aan het WK-17 meedoen.

## Kwalificatie
| Land           | Gekwalificeerd als   | Aantal deelnames |
| -------------- | -------------------- | ---------------- |
| Joegoslavië    | Winnaars kwartfinale | 2e               |
| Engeland       | Winnaars kwartfinale | Debuut           |
| Sovjet-Unie    | Winnaars kwartfinale | Debuut           |
| West-Duitsland | Winnaars kwartfinale | 2e               |

## Hoofdtoernooi
|  | Halve finale        | Halve finale        |   |             | Finale            | Finale |
|  |                     |                     |   |             |                   |        |
|  | 3 mei – Heilbronn   |                     |   |             |                   |        |
|  | West-Duitsland      | 5                   |   |             |                   |        |
|  | Joegoslavië         | 1                   |   |             |                   |        |
|  |                     |                     |   |             |                   |        |
|  |                     |                     |   |             | 5 mei – Böblingen |        |
|  |                     |                     |   |             | West-Duitsland    | 2      |
|  |                     | Sovjet-Unie         | 0 |             |                   |        |
|  |                     |                     |   |             |                   |        |
|  |                     |                     |   |             | Derde plaats      |        |
|  | 3 mei – Ludwigsburg | 3 mei – Ludwigsburg |   | 5 mei – Ulm | 5 mei – Ulm       |        |
|  | Engeland            | 0                   |   | Engeland    | 1                 |        |
|  | Sovjet-Unie         | 2                   |   |             | Joegoslavië       | 0      |

### Finale
|            |                |     |             |                           |
| 5 mei 1984 | West-Duitsland | 2–0 | Sovjet-Unie | Böblingen, West-Duitsland |
| 5 mei 1984 | Simmes Janssen |     |             | Böblingen, West-Duitsland |